# John F. Luecke
John Frederick Luecke (* 4. Juli 1889 in Escanaba, Michigan; † 21. März 1952 ebenda) war ein US-amerikanischer Politiker. Zwischen 1937 und 1939 vertrat er den Bundesstaat Michigan im US-Repräsentantenhaus.

## Werdegang
John Luecke besuchte die öffentlichen Schulen seiner Heimat und arbeitete danach im regulären und im Eisenbahn-Telegraphendienst. Während eines Grenzkonfliktes mit Mexiko in den Jahren 1916 und 1917 war Luecke im Nachrichtendienst der US Army. Auch während des Ersten Weltkrieges war er in einer Nachrichteneinheit eingesetzt. Dabei brachte er es bis zum Leutnant. Nach dem Krieg war er für kurze Zeit in Deutschland stationiert. Zwischen 1923 und 1936 arbeitete Luecke in der Papierherstellung in seiner Heimatstadt Eccanaba. Gleichzeitig begann er als Mitglied der Demokratischen Partei eine politische Laufbahn.
In den Jahren 1934 bis 1936 war er sowohl Mitglied im Gemeinderat von Escanaba als auch Landrat im Delta County. 1935 wurde er in den Senat von Michigan gewählt, in dem er bis 1936 verblieb. Bei den Kongresswahlen des Jahres 1936 wurde Luecke im elften Wahlbezirk von Michigan in das US-Repräsentantenhaus in Washington, D.C. gewählt, wo er am 3. Januar 1937 die Nachfolge von Prentiss M. Brown antrat. Da er im Jahr 1938 dem Republikaner Frederick Van Ness Bradley unterlag, konnte er bis zum 3. Januar 1939 nur eine Legislaturperiode im Kongress absolvieren, während der weitere New-Deal-Gesetze der Bundesregierung verabschiedet wurden.
Nach seinem Ausscheiden aus dem Repräsentantenhaus arbeitete Luecke als Schlichter in Arbeitsfragen im Außendienst für das US-Arbeitsministerium. Dabei war er für die nördlichen Teile der Staaten Michigan und Wisconsin zuständig. John Luecke starb am 21. März 1952 in seinem Geburtsort Escanaba.